# Robert Waitz
Robert Elie Waitz (* 20. Mai 1900 in Neuvy-sur-Barangeon; † 21. Januar 1978) war ein französischer Medizinprofessor, Mitglied der Résistance und Häftlingsarzt im KZ Auschwitz.

## Leben
Waitz absolvierte nach dem 1917 bestandenen Abitur ein Medizinstudium in Paris. Nach der 1931 erfolgten Promotion zum Dr. med. wurde Waitz 1933 zum außerordentlichen Professor für Medizin an der Universität Straßburg.
Nach der Besetzung Frankreichs durch die Wehrmacht schloss er sich 1940 dem französischen Widerstand an. In der Auvergne leitete er die dortige Zelle der Franc-Tireur. Durch die Gestapo wurde Waitz in Clermont-Ferrand am 3. Juli 1943 festgenommen und in das Gefängnis von Moulin verbracht. Von dort wurde Waitz am 10. September 1943 in das Sammellager Drancy überstellt, am 10. Oktober 1943 in das KZ Auschwitz eingewiesen und umgehend in das KZ Auschwitz-Monowitz verlegt.
Im Krankenrevier des KZ Auschwitz-Monowitz wurde Waitz als Häftlingsarzt der Inneren Ambulanz eingesetzt. Waitz behandelte die kranken Häftlinge unter widrigsten Arbeits- und Lebensbedingungen. Waitz widersetzte sich der Aufforderung, an Selektionen so genannter arbeitsunfähiger und kranker Häftlinge teilzunehmen.
Nach der „Evakuierung“ des KZ Auschwitz im Januar 1945 musste Waitz mit weiteren Häftlingen einen Todesmarsch bis nach Gleiwitz antreten. Von dort erfolgte der Transport mit der Eisenbahn ins KZ Buchenwald. In Buchenwald musste Waitz im Fleckfieberblock (Block 46) arbeiten, der unter Leitung des SS-Arztes Erwin Ding-Schuler stand.
Nach der Befreiung des KZ Buchenwald im April 1945 kehrte Waitz nach Straßburg zurück und übernahm 1946 an der Universität Straßburg den Lehrstuhl für Hämatologie. Er begann seine Lagererfahrungen im KZ Auschwitz-Monowitz niederzuschreiben, die schon 1947 erschienen.
Waitz war von 1962 bis 1968 Präsident des Internationalen Auschwitzkomitees (IAK). Als Präsident des IAK sollte Waitz 1964 die Eröffnungsrede zur Wanderausstellung Auschwitz – Bilder und Dokumente des Frankfurter Bundes für Volksbildung in der Frankfurter Paulskirche halten. Dies wurde ihm jedoch verwehrt. Offiziell wurde als Grund angegeben, das IAK werde so als Mitorganisator der Ausstellung angesehen. Möglicherweise lag der Ablehnungsgrund aber an der kommunistischen Einstellung von Waitz. Eine Einladung als Ehrengast lehnte Waitz schließlich ab. Waitz, der als einziger ehemaliger jüdischer KZ-Häftling zur Veranstaltung geladen war, begründete dies mit dem Redeverbot.

## Ehrungen
Waitz wurde nach Ende des Zweiten Weltkrieges Mitglied der Ehrenlegion, erhielt die Médaille de la Résistance sowie das französische Croix de guerre.